# Nicole Glibert
 (février 2020).
Si vous disposez d'ouvrages ou d'articles de référence ou si vous connaissez des sites web de qualité traitant du thème abordé ici, merci de compléter l'article en donnant les références utiles à sa vérifiabilité et en les liant à la section « Notes et références ».
 (février 2020).
- Si vous ne connaissez pas le sujet, laissez ce bandeau (vous pouvez alors contacter les auteurs).
- Si vous supprimez le contenu mis en cause (vous pouvez préalablement contacter les auteurs),

argumentez précisément cette suppression dans la page de discussion
(un manque de référence n'est pas un argument ; une recherche réelle de référence doit avoir été effectuée, être formellement documentée).
Nicole Glibert (1934-2003) est une réalisatrice, scénariste et documentariste belge.  

## Biographie
En 1957, Nicole Glibert fait partie de la première promotion de la section de « Cinéma expérimental » fondée par Luc Haesaerts à l'École de la Cambre, dont elle suit le cours en "élève libre" l'année suivante. Elle commence sa carrière en 1958 en tant qu'assistante-réalisatrice auprès de Michel Clarence et Jean Agulhon chez Belgique Ciné Publicité, où elle réalise plusieurs films publicitaires en 35 mm.  
En 1960, elle devient la première femme réalisatrice de la Radio-télévision belge (RTB).  
En 1962 et 1963, Nicole Glibert se consacre à plusieurs films sur la musique contemporaine belge (portraits de Jean Absil, Raymond Chevreuille, André Souris, Gaston Brenta).  
Entre 1960 et 1967, elle scénarise, réalise et produit de nombreux courts sujets et court-métrage pour la RTB, ainsi que des émissions de prestige (en particulier pour le Service « Musique ») ou en échange avec l'Eurovision. 
En 1968, Nicole Glibert abandonne le métier pour des raisons de santé. En 1992, elle intervient auprès des apprentis comédiens du Festival d'expression artistique des jeunes Bruxellois. 
En 2005, Jean-Marie Buchet dit d'elle : « Le répertoire de figures qu'elle emploie est en grande partie emprunté au surréalisme. (…) Les films de Nicole Glibert, introvertis, presque narcissiques, font exactement l'inverse. Par une constante subversion du langage, ils cherchent à amadouer le spectateur, à l'ensorceler et l'entraîner dans une sorte de jardin secret pour y partager des sensations rares. »

## Filmographie
- 1959 : Et cet instant qui ne finit pas. Scénario, production, réalisation. Court-métrage, 16 mm. Durée: 10 minutes
- 1960 : Noir et blanc ou la difficulté d'être. Court-métrage, 16 mm, couleur (scénario, production, réalisation). Durée: 15 minutes. Présenté au Séminaire des Arts
- 1960 : Portrait. Court-métrage, 16 mm (scénario, production, réalisation). Durée: 8 minutes
- 1960 : L'Allée verte. Documentaire sur l’Allée verte qui permet de relier le centre de Bruxelles à Laeken. Durée: 11 minutes; support: film 16 mm, format: N&B; production: Ministère de l'éducation nationale et de la culture française[5]
- 1960 : « Médailleurs et numismates de la Renaissance », « Pierre Joseph Redouté — Raphaël des Roses », « Zénobe Gramme », « Raoul Waroquier », « Pourquoi 1830? », « De Bruxelles à Mons », « Le fort de Loncin ». Réalisation, scénario. Diffusion: RTB
- 1961, sujets pour « Images de Wallonie » (dont Portrait de la ville de Verviers), pour « Musique–jeux » (dont une émission sur Claude Debussy), pour « Variétés–jazz ». Réalisation, scénario. Diffusion: RTB
- 1962-63 : Jean Absil, portrait en plusieurs notes. Réalisation, scénario. Diffusion: RTB (16 avril 1963)
- 1962-63 : Gaston Brenta, portrait en plusieurs notes. Réalisation, scénario. Diffusion: RTB (16 juillet 1963)
- 1963 : André Souris, portrait en plusieurs notes. Production: RTBF, durée: 52 minutes, format: N&B, support: VHS [6] Diffusion: RTB (11 juin 1963)
- 1964 : « Musique SVP » (enregistrement au Studio de la télévision du Casino de Spa en avril 1964), « Sandor Lakatos et son orchestre » (diffusion: 27/12/1964), « Le château du Rœulx » (en échange avec l'Eurovision), « Les lauréats du conservatoire », « Freddy and the Dreamers ». Diffusion: RTB
- 1964 : Sonate Francis Poulenc. Film d'animation. Durée: 4 minutes
- 1967 : Sans paroles. Court-métrage, 35 mm (scénario, production, réalisation). Durée: 11 minutes

## Films en ligne
- 1961. Portrait de la ville de Verviers. Documentaire, 28 min (co-réalisation de Nicole Glibert et Paulo Van Den Hove), produit dans le cadre de la série « Images de Wallonie ». Disponible en ligne sur sonuma.be/